# 江本一真
江本 一真（えもと かずま、1993年4月27日 - ）は、日本のフリーアナウンサー、ラジオDJ、ローカルタレント。広島県広島市西区出身。

## 来歴
子供の頃から、学芸会では指揮者、体育祭のリレーではアンカーと目立ちたがり屋で、喋り過ぎで喉にポリープができたほど喋り倒し、「西区の明石家さんま」と言われたほどのおしゃべりだったという。
5歳からシーガル広島でサッカーを始め、小学校、中学校ではキャプテンを務めた。サッカー選手の野津田岳人は幼馴染。広島県立広島観音高等学校に進学し、畑喜美夫が指導していたサッカー部に入部。高円宮杯 JFA U-18サッカープレミアリーグへの出場経験もある。高校での2学年上に元サッカー選手で現在は競輪選手の竹内翼、1学年下にサッカー選手の塚川孝輝がいる。
一時はプロサッカー選手を目指していたが、結局プロからのスカウトは無く、高校卒業後広島修道大学へ進学。同級生に文化放送アナウンサーの山田弥希寿がいる。高校卒業直後の春休みに広島で行われたAKB48の握手会に参加し、そこで会場内のアナウンスをしていた大窪シゲキと大窪の番組『9ジラジ』に興味を持ってラジオを聴き始める。そのうち「自分がスポットライトを浴びるには、しゃべり手や伝える仕事に就くこと」を考えるようになってアナウンサーを志し、大学在学中にRCC中国放送アナウンスアカデミー、テレビ朝日アスクで学ぶ。
卒業後、2016年にあいテレビにアナウンサーとして入社したが程なくして退社、広島に帰郷。広島に帰った時に出掛けたイベント会場で大窪シゲキに会って話をする機会を得て、後日『9ジラジ』のオーディションを受けるように誘われる。オーディションに合格し、9ジラジのアシスタントDJを3年間務める。これを皮切りとしてその後もテレビ、ラジオ等に出演。2018年からDAZNのJリーグ中継で実況を担当している。また、広島ドラゴンフライズやFリーグのアリーナDJも担当。2019年には自身の冠番組「江本一真のゴッジ」が始まる。
2023年1月12日、「江本一真のゴッジ」の公開生放送及び自身のSNSにて、同年の1月1日に小中学校の同級生と結婚したことを公表した。
愛称は「えもっちゃん」。
Jリーグ中継の実況では「J1クラブについていくんじゃない、俺たちがリーグを引っ張る! アルビレックス新潟、トップカテゴリーで６年ぶりの白星です!」（2023年2月26日、J1第2節・広島vs新潟）、「寿人の次は俺が担う! クラブ待望の日本人ストライカー、ここに誕生です! 加藤陸次樹!」（2023年8月23日、J1第23節・広島vs浦和）など、印象的なフレーズを絡ませることが多い。

## 出演中の番組

### テレビ
- Jリーグ中継 実況（DAZN、スカパー!）
- Bリーグ中継 実況
- 5up!サタデー（広島ホームテレビ）
- やぎうまサンデー（広島ホームテレビ） - リポーター
- CM 大野石油店（2021年- ）

### ラジオ
- 江本一真のゴッジ（広島エフエム放送）[11] 月～木16:00～17:50

## 過去の出演
あいテレビ
- NEWSキャッチあい （月曜 - 金曜 18:15 - 18:54）
- よるマチ!（毎週水曜 19:00 - 19:54）
- アナ番Bang!（毎月第一日曜日の深夜0時50分）
- ITVニュース
- ろっくんTV

中国放送
- ぶち広島VSいぎなり宮城 どっちがスゲェ県バトル! ～グルメも歴史も野球も比べちゃいましたSP～（2018年12月9日）[12] ナレーション
- それゆけ!笑い島 ～過疎進む瀬戸の離島でお笑いライブ!（2019年7月15日）ナレーション
- それゆけ!笑い島 未公開SP スギちゃん編（2019年8月17日）ナレーション

中国放送ラジオ
- Ｋ＆Ｍのカチンコ☆ガチンコ(2022年1月16日)ゲスト出演

広島ホームテレビ
- 迫る!ヴェノム（2018年10月29日 - ）
- 恋とか愛とか（仮）
- ココ!ブランニュー
- ココ＋

テレビ新広島
- みんなのテレビ（火曜レギュラー リポーター）[13]

広島FM
- DAYS!? カープ三連覇優勝スペシャル！（2018年9月27日 代打DJ）[14]
- ９ジラジ公開生放送　お正月スペシャル（2019年1月3日）[15]
- サンフレッチェ・ラジオ・サポーターズクラブ “GOA〜L”（2019年2月19日 代打DJ）[16]
- 大窪シゲキの9ジラジ（広島エフエム放送）

舞台
- 恋とか愛とか（仮）3（2019年2月8日 - 11日 公演）[17]